# Trakovice
Trakovice (em húngaro: Karkóc) é um município da Eslováquia, situado no distrito de Hlohovec, na região de Trnava. Tem 11,63 km² de área e sua população em 2018 foi estimada em 1.549 habitantes.

## Demografia
| Ano:        | 1994 | 2004   | 2014    | 2024   |
| ----------- | ---- | ------ | ------- | ------ |
| Broj ljudi: | 1253 | 1321   | 1511    | 1539   |
| Razlika:    |      | +5,42% | +14,38% | +1,85% |

| Ano:               | 2023 | 2024   |
| ------------------ | ---- | ------ |
| Número de pessoas: | 1545 | 1539   |
| Diferença:         |      | -0,38% |